# GMS Dr. Jung
Die GMS Dr. Jung GmbH (kurz GMS für Gesellschaft für Markt- und Sozialforschung, auch als GMS-Institut bezeichnet) ist ein Institut für qualitative und quantitative Marktforschung mit Sitz in Hamburg, das auch Beratungsdienstleistungen anbietet. Das Institut ist besonders im Telekommunikations- und Finanzmarkt sowie dem Bereich Politik- und Sozialforschung tätig. Nach eigenen Angaben beschäftigt das Unternehmen fünf Mitarbeiter und hat einen Jahresumsatz von 1,1 Millionen Euro.

## Geschichte
Im März 1998 gründete Helmut Jung die GMS Dr. Jung Gesellschaft für Markt- und Sozialforschung mbH. 2007 wurde die Gesellschaft auf die GMS Consult GmbH, die taggleich in GMS Dr. Jung GmbH umfirmiert wurde, verschmolzen und gelöscht.
Jung war bis April 2014 Geschäftsführer des Instituts. Nach dem Verkauf seiner Gesellschaftsanteile an Rainer Arenz, geschäftsführender Gesellschafter der ARIS Umfrageforschung, blieb er weiterhin bei der GMS tätig. ARIS arbeitet bereits seit der GMS-Gründung mit dem Institut zusammen.

## Rezeption
Die Meinungsforschungsergebnisse von GMS Dr. Jung werden in zahlreichen deutschsprachigen Medien rezipiert, beispielsweise von Die Welt und N24, Zeit Online, Neue Zürcher Zeitung und vielen mehr. Die Website Wahlrecht.de erfasst seit 2002 regelmäßig die Umfrageergebnisse von GMS in der Rubrik Wenn am nächsten Sonntag Bundestagswahl wäre …
Auftraggeber von Befragungen waren unter anderen der Fernsehsender Sat.1, der Arbeitgeberverband Gesamtmetall, die CSU-nahe Hanns-Seidel-Stiftung, das Pharmaunternehmen Hexal und die Vereinigung der Bayerischen Wirtschaft.

## Kritik

### 2008: Umfrage-Affäre in Bayern
Bei einer Affäre um CSU-orientierte Meinungsumfragen der Bayerischen Staatskanzlei spielte GMS 2008 eine zentrale Rolle. Das Institut hatte aus Steuermitteln Aufträge für teure Studien erhalten. So enthielt eine Anregungen dafür, wie die CSU politische Gegner schwächen könne; sie empfahl, den Konflikt mit dem Koalitionspartner FDP zu suchen. Die umstrittenen Umfragen führten 2011 zu einer Ermahnung von CSU-Ministerpräsident Horst Seehofer durch den Bundestagspräsidenten. Ein Verstoß gegen das Parteiengesetz lag laut Bundestagsverwaltung aber nicht vor.

### Sonstiges
In dem vom Politikwissenschaftler Franz Walter in 2013 herausgegebenen Werk Die neue Macht der Bürger werden Zweifel an einem Befund des GMS-Instituts geäußert. GMS stellte im Auftrag der Vereinigung der Bayerischen Wirtschaft fest, dass 51 Prozent der Befragten einen schnelleren Stromnetzausbau auch dann befürworteten, wenn Freileitungen durch Wohngebiete und Landschaften führen würden, was verschiedenen Studien und Umfragen anderer Institute widersprach.